# Scylaticus chrysotus
Scylaticus chrysotus là một loài ruồi trong họ Asilidae. Scylaticus chrysotus được Londt miêu tả năm 1992. Loài này phân bố ở vùng nhiệt đới châu Phi.